# قائمة المدن التوأمة في الأردن
قائمة المدن التوأمة في الأردن هو الاتفاق بين مدينتين على التعاون في مختلف المجالات والأمور التي تعني التجمعات السكنية المدنية. وهي اتفاقية تعاون بين مدينتين، يوقع عليها عادة صاحب أعلى سلطة في كلا المدينتين، و يقوم فريق من كلا المدينتين بإعداد بنود الاتفاقية. في الوطن العربي ترعى منظمة المدن العربية اتفاقات التوأمة.

## عمان (مدينة)
- مسقط، عمان منذ 12 شباط 1986

منظر عام لمدينة عمان - شارع زهران

- باريس، فرنسا منذ 12 تشرين ثاني 1987
- القاهرة، مصر منذ 31 آذار 1988
- الرباط، المغرب منذ 9 نيسان 1988
- بغداد، العراق منذ 2 أيلول 1989
- صنعاء، اليمن منذ 2 أيلول 1989
- إسلام أباد، باكستان منذ 19 آذار 1989
- بكين، الصين منذ 25 أيلول 1990
- أنقرة، تركيا منذ 24 آب 1992
- الخرطوم، السودان منذ 2 كانون الثاني 1993
- نالتشيك، روسيا منذ 19 آب 1994
- ميامي، الولايات المتحدة منذ 11 حزيران 1995
- الدوحة، قطر منذ 18 حزيران 1995
- ساو باولو، البرازيل منذ 2 أيلول 1997
- إسطنبول، تركيا منذ 28 تشرين ثاني 1997
- مدينة الجزائر، الجزائر منذ 9 آذار 1998
- بوخارست، رومانيا منذ 22 حزيران 1999
- مدينة تونس، تونس منذ 16 أيلول 1999
- نواكشوط، موريتانيا منذ 27 كانون أول 1999
- صوفيا، بلغاريا منذ 25 تشرين أول 2000
- بيروت، لبنان منذ 7 تشرين ثاني 2000
- تيجوسي جالبا، هندوراس منذ 24 كانون أول 2001
- بريتوريا، جنوب أفريقيا منذ 13 آذار 2002
- شيكاغو، الولايات المتحدة منذ 11 حزيران 2004
- جنيف، سويسرا منذ 5 أيار 2005
- كالابريا، إيطاليا منذ 6 آب 2005
- أستانا، كازاخستان منذ 8 تشرين ثاني 2005
- موسكو، روسيا منذ 9 تشرين ثاني 2005
- سراييفو، البوسنة والهرسك منذ 20 كانون الأول 2005
- بشكيك، قيرغيزستان منذ 18 نيسان 2006
- الوسطى، البحرين منذ 22 حزيران 2006
- دبي، الإمارات العربية المتحدة منذ 22 حزيران 2009
- ميلانو، إيطاليا منذ 28 كانون الأول 2009
- رام الله، فلسطين منذ 2011

## مادبا
- بيت لحم، فلسطين

## العقبة
- فارنا، بلغاريا
- الحمامات، تونس

## الكرك
- برمنغهام (ألاباما)، الولايات المتحدة

## إربد
- ياش، رومانيا منذ 2009
- غازي عنتاب، تركيا